# Matthias Czech

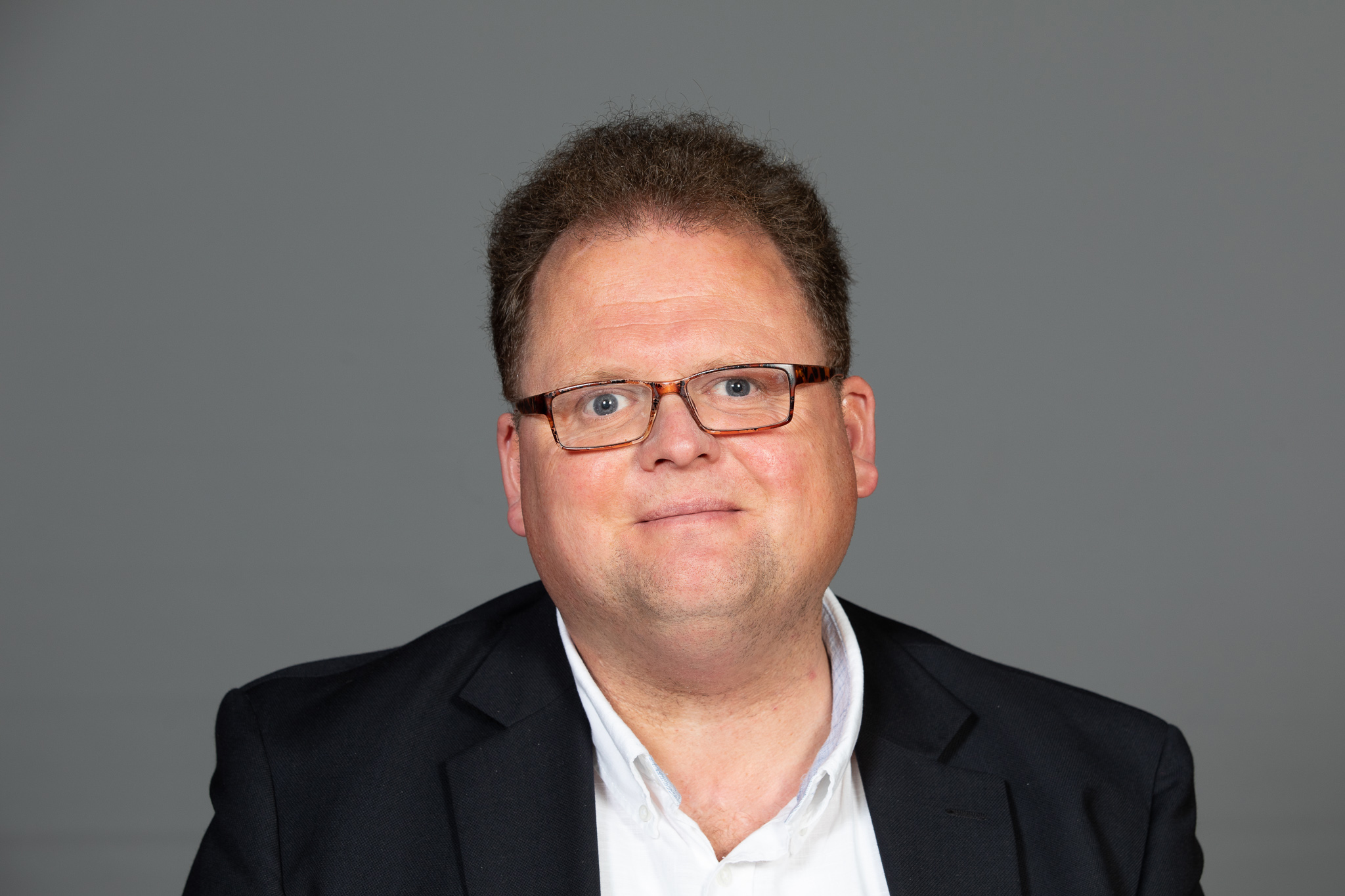
Matthias Czech 2018

Matthias Czech (* 2. Mai 1975 in Hamburg) ist ein deutscher Politiker (SPD). Er ist seit 2011 Mitglied der Hamburgischen Bürgerschaft.

## Leben
Nach dem Abitur 1994 an der Gesamtschule Harburg und dem anschließenden Zivildienst absolvierte Czech von 1996 bis 2002 ein Lehramtsstudium für die Grund- und Mittelstufe an der Universität Hamburg. Nach dem Referendariat wurde er 2004 Lehrer an der Gesamtschule Fischbek, die 2010 zur Stadtteilschule Fischbek-Falkenberg umgewandelt wurde. Aufgrund eines im Mai 2015 erlittenen Schlaganfalls ist er auf einen Rollstuhl angewiesen, aber weiterhin voll berufstätig.

## Politik
Czech trat 1991 der SPD bei. Er ist seit 2007 Vorsitzender des Distrikts Harburg-West und war von 2014 bis 2020 stellvertretender Vorsitzender des Kreisverbands Harburg.
Bei der Bürgerschaftswahl 2011 kandidierte er auf Platz 3 im Wahlkreis Süderelbe und gewann ein Direktmandat, weil er mehr Stimmen erhielt als die auf Platz 2 kandidierende Brigitta Schulz. In der 20. Wahlperiode war er Mitglied im Schulausschuss, im Familien-, Kinder- und Jugendausschuss und im Ausschuss Öffentliche Unternehmen.
Bei der Bürgerschaftswahl 2015 kandidierte er auf Platz 2 im Wahlkreis Süderelbe und gewann erneut ein Direktmandat. In der 21. Wahlperiode war er Mitglied im Schulausschuss, im Familien-, Kinder- und Jugendausschuss und im Verkehrsausschuss.
Bei der Bürgerschaftswahl 2020 kandidierte er auf Platz 1 im Wahlkreis Süderelbe und gewann erneut ein Direktmandat. In der 22. Wahlperiode ist er Mitglied im Schulausschuss, im Verkehrsausschuss und im Stadtentwicklungsausschuss.